# Брюн-Паже, Эми
Эми Брюн-Паже (урождённая Паже; фр. Aimée Brune-Pagès; 26 июля 1803, Париж — 11 августа 1866, Париж) — французская художница.
Эми Паже родилась в 1803 году в Париже. Была ученицей художника Шарля Мейнье и супругой малоизвестного художника Кристиана Брюна. Регулярно выставляла свои работы на Парижском салоне более тридцати лет: с 1822 по 1853 год, и была одной из самых известных и востребованных французских художниц своего времени.
Эми Брюн-Паже писала портреты, исторические, религиозные и жанровые сцены. Её манере была присуща некоторая сентиментальность в сочетании с великолепным владением кистью. Лучше многих других она умела придавать объём и глубину своим работам.
Скончалась в Париже в собственном доме в фешенебельном квартале Сен-Жермен-де-Пре в 1866 году.
После некоторого периода забвения, в XXI веке интерес к наследию художницы возник снова, в 2016 году был подготовлен каталог-резоне её произведений.
Работы Эми Брюн-Паже хранятся в собраниях (нередко в фондах) многих музеев Франции, в том числе, в Лувре, Версале и музее Карнавале, а также в целом ряде других музеев, таких, как Музей Пикардии в Амьене и Музей изящных искусств Труа.

## Галерея

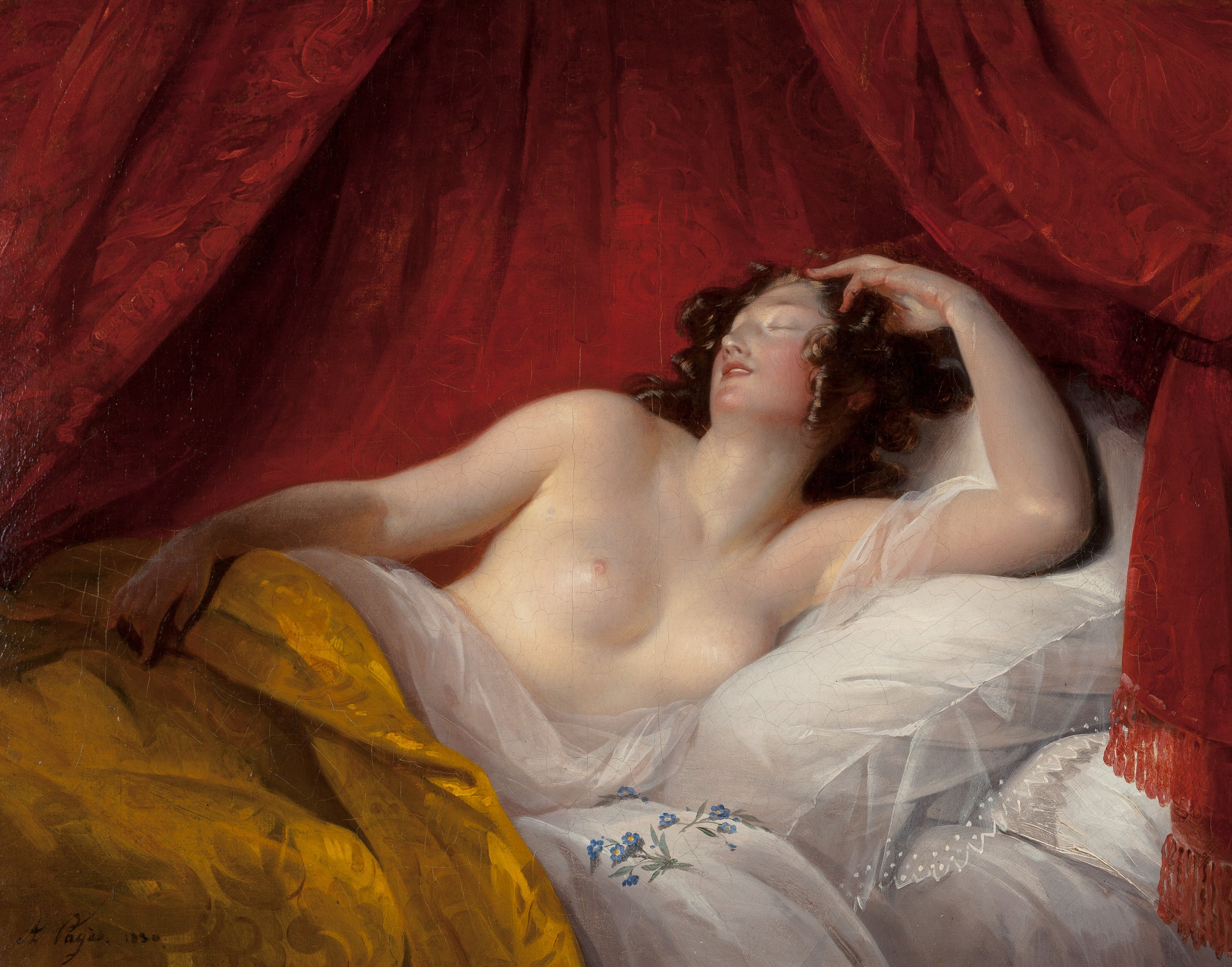
Сон (1830). Парижский салон 1831 года.
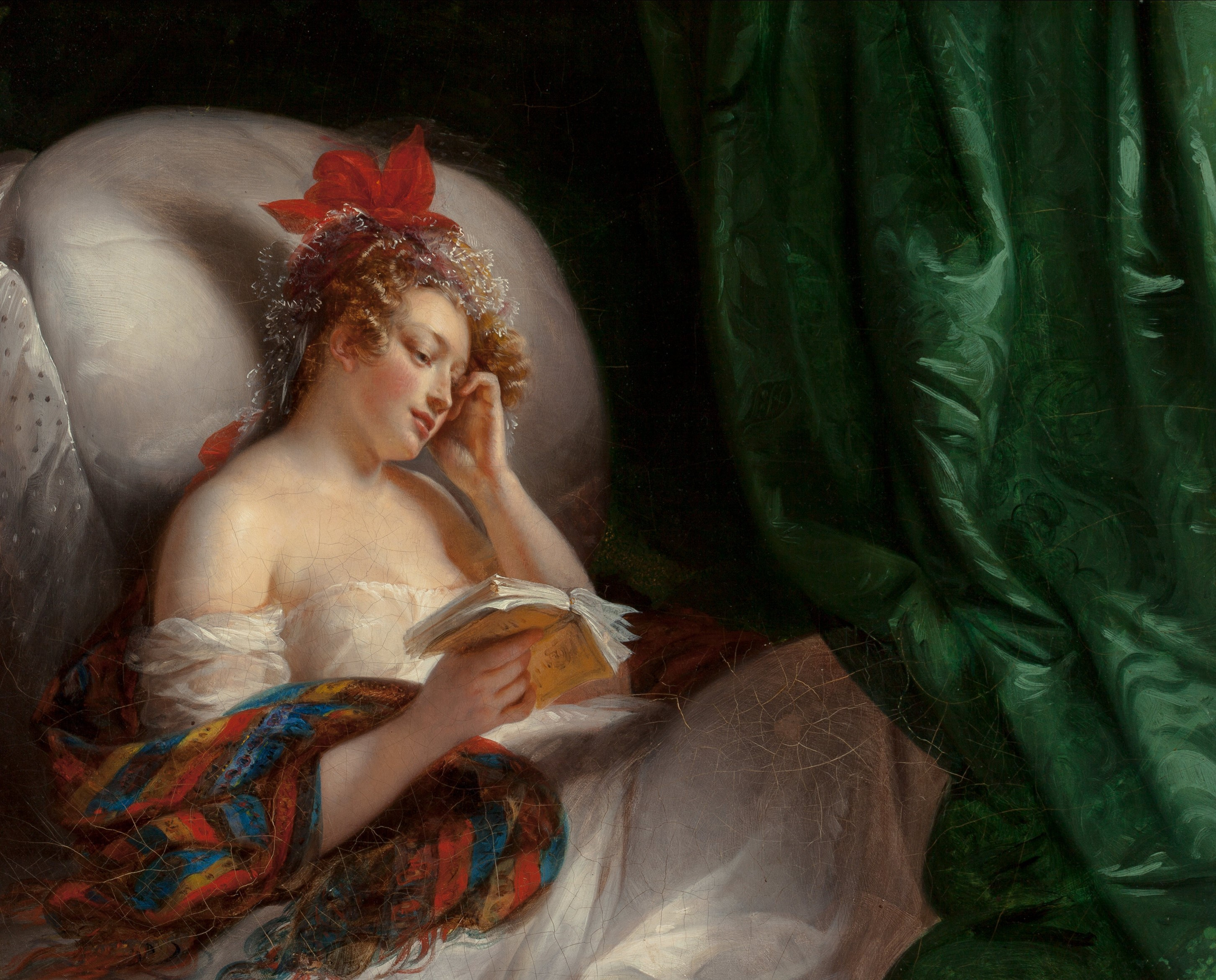
Чтение перед сном (ок. 1830—1831). Парижский салон 1831 года.
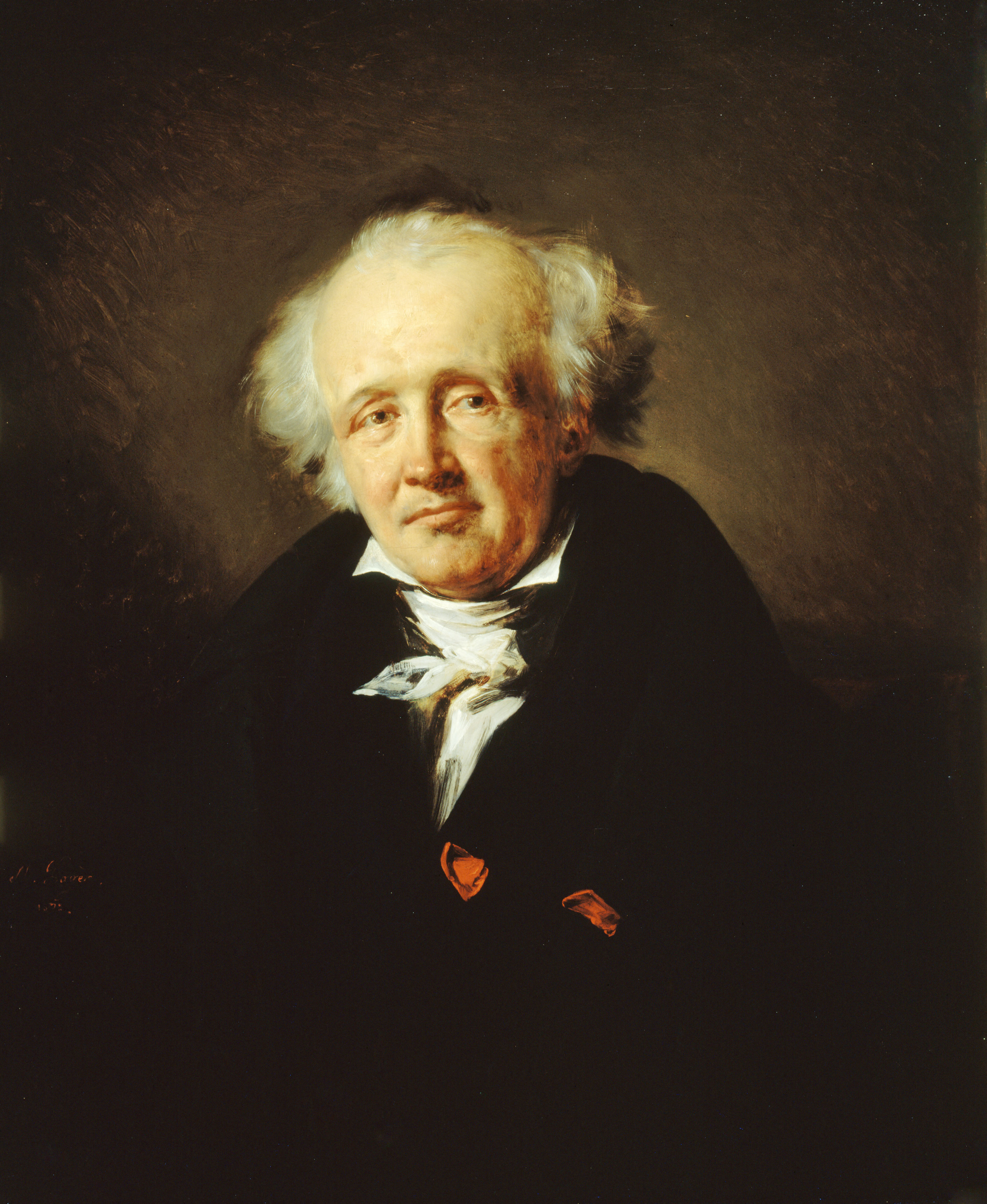
Портрет литератора и революционера Марка Антуана Жюльена (1832), музей Карнавале, Париж.
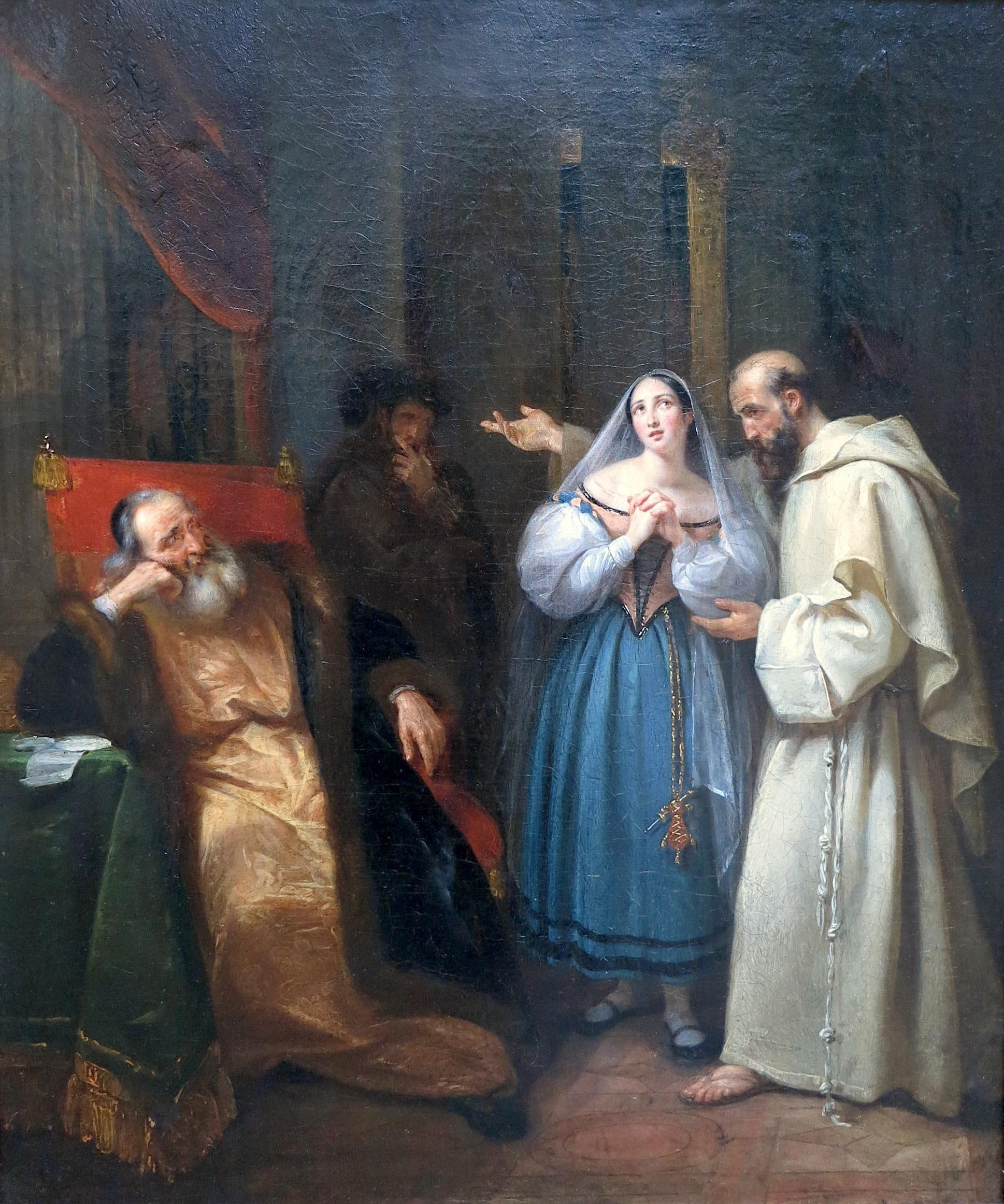
Картина на сюжет романа Фенимора Купера. Парижский салон 1833 года.
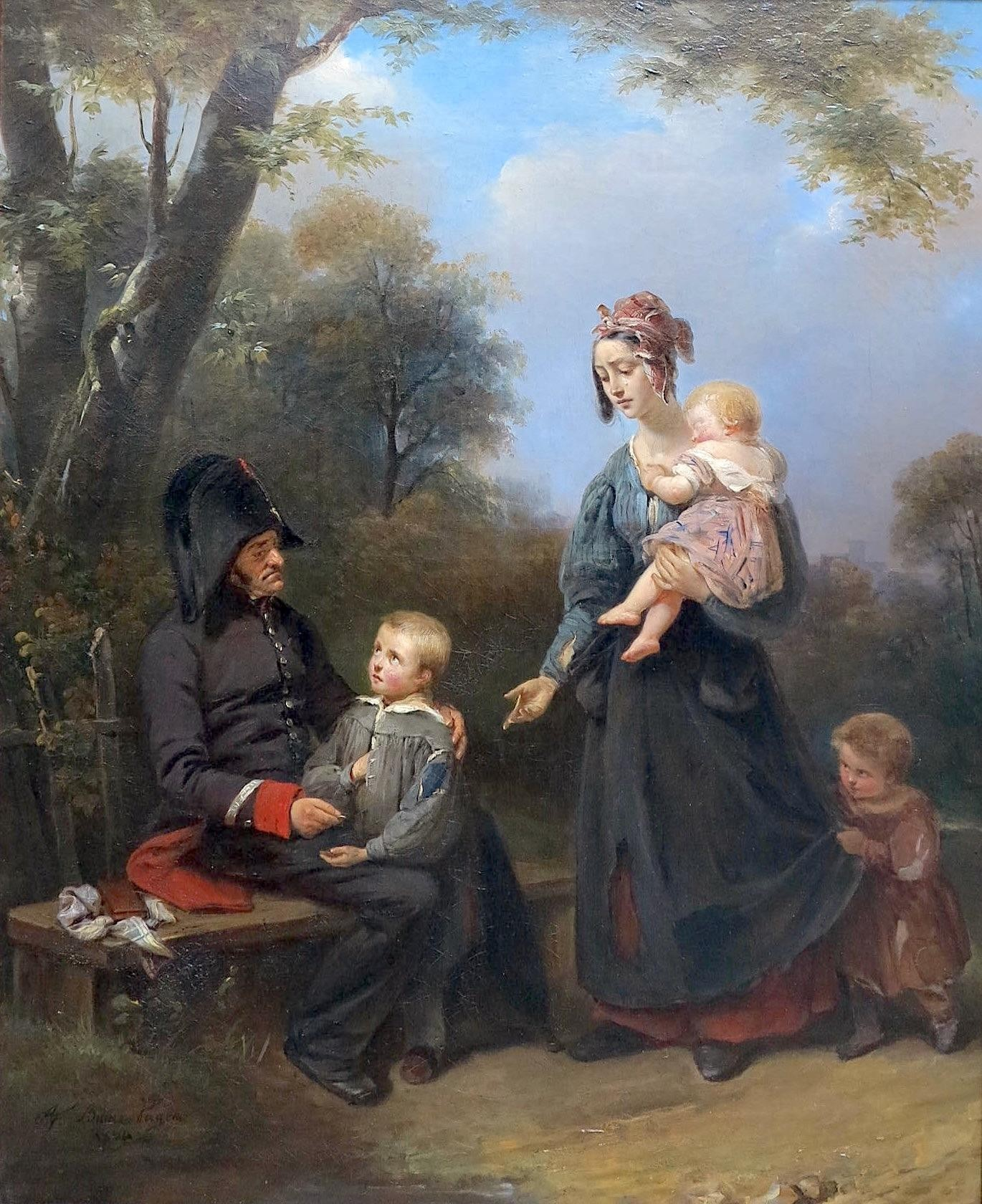
Подаяние для военного инвалида (1834), Парижский салон 1831 года.
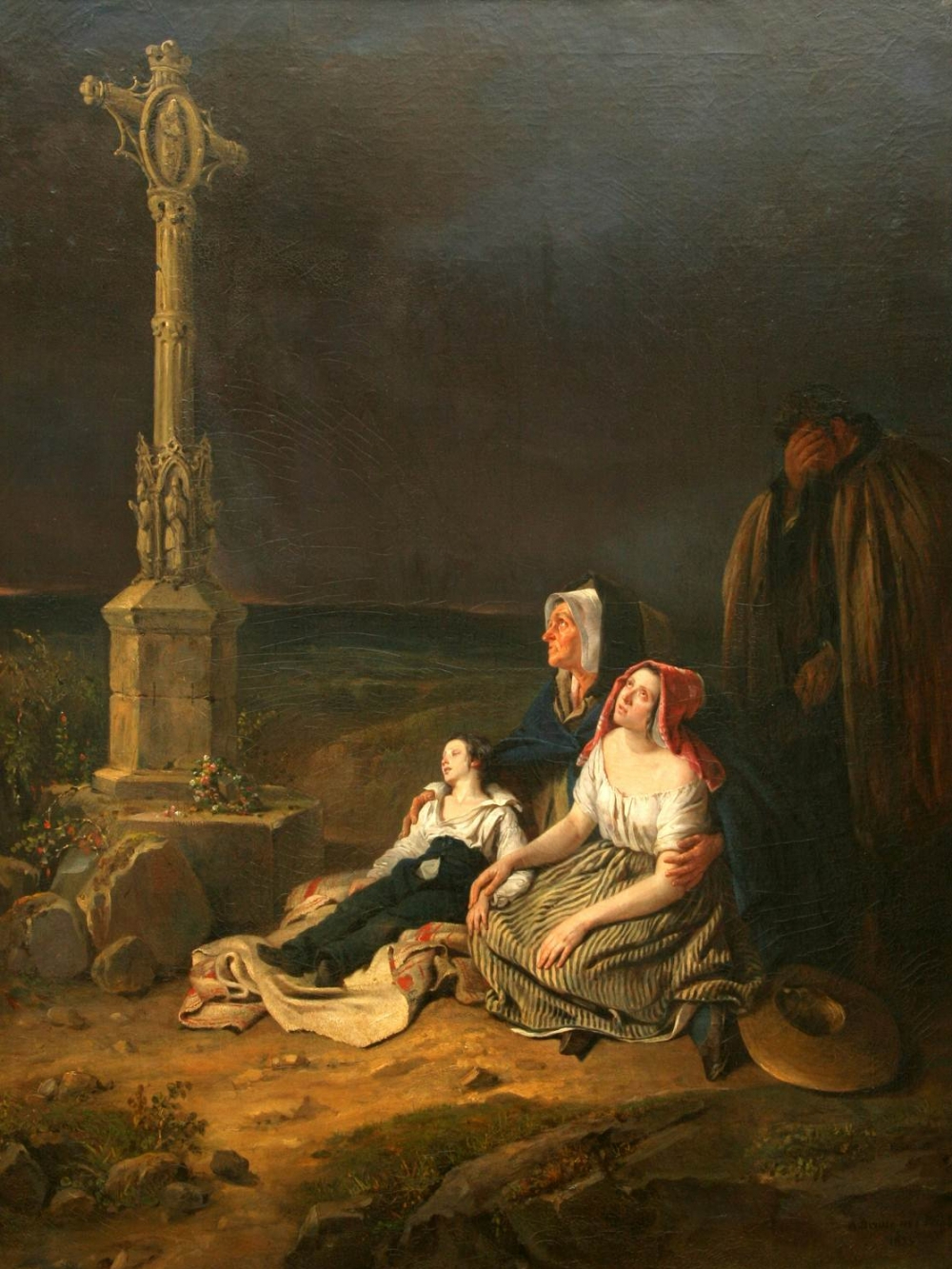
Мать, умоляющая Богородицу даровать исцеление своему больному сыну.  Парижский салон 1837 года, ныне — Музей изящных искусств (Труа).
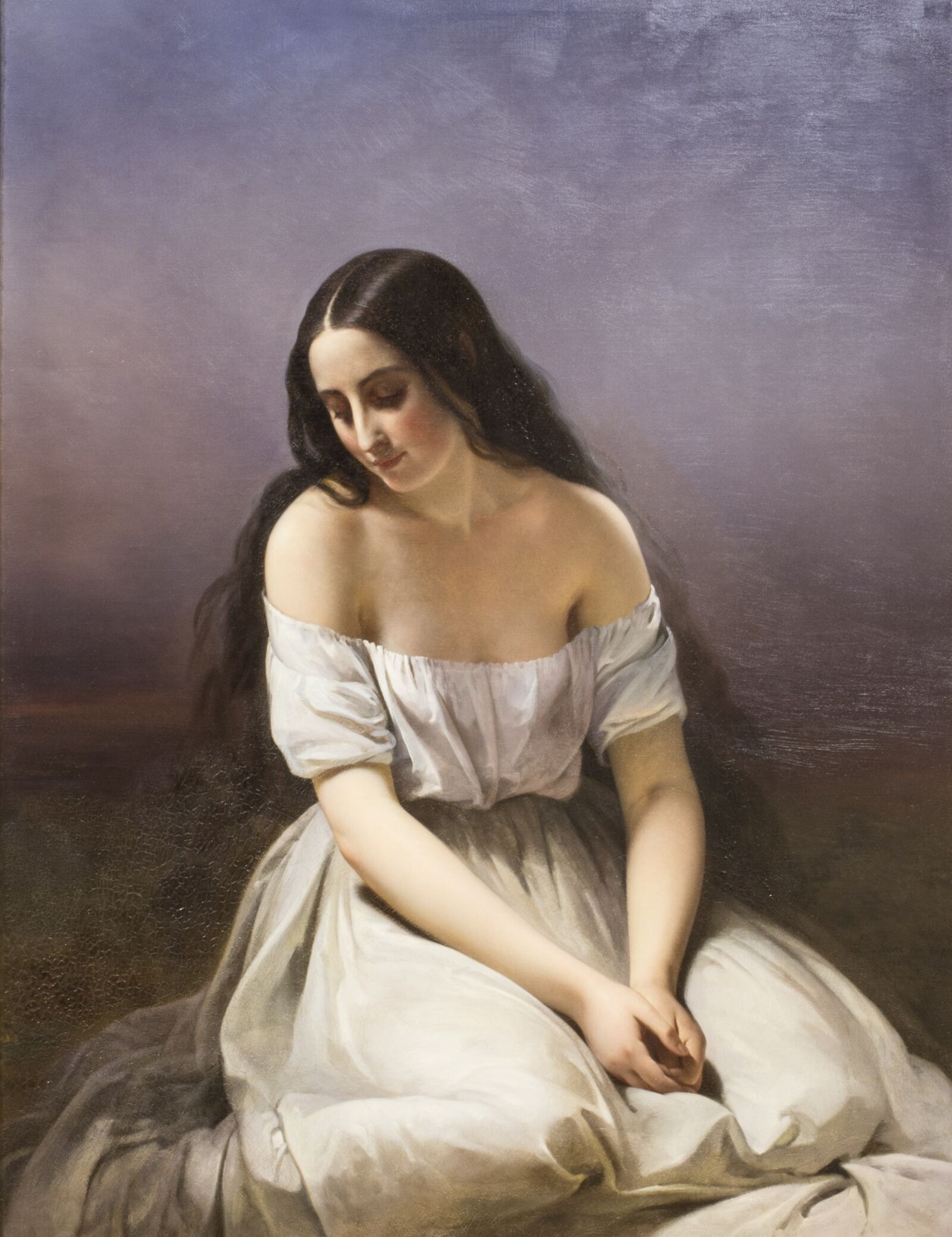
Кающаяся Мария Магдалина. Музей изящных искусств, Орлеан.
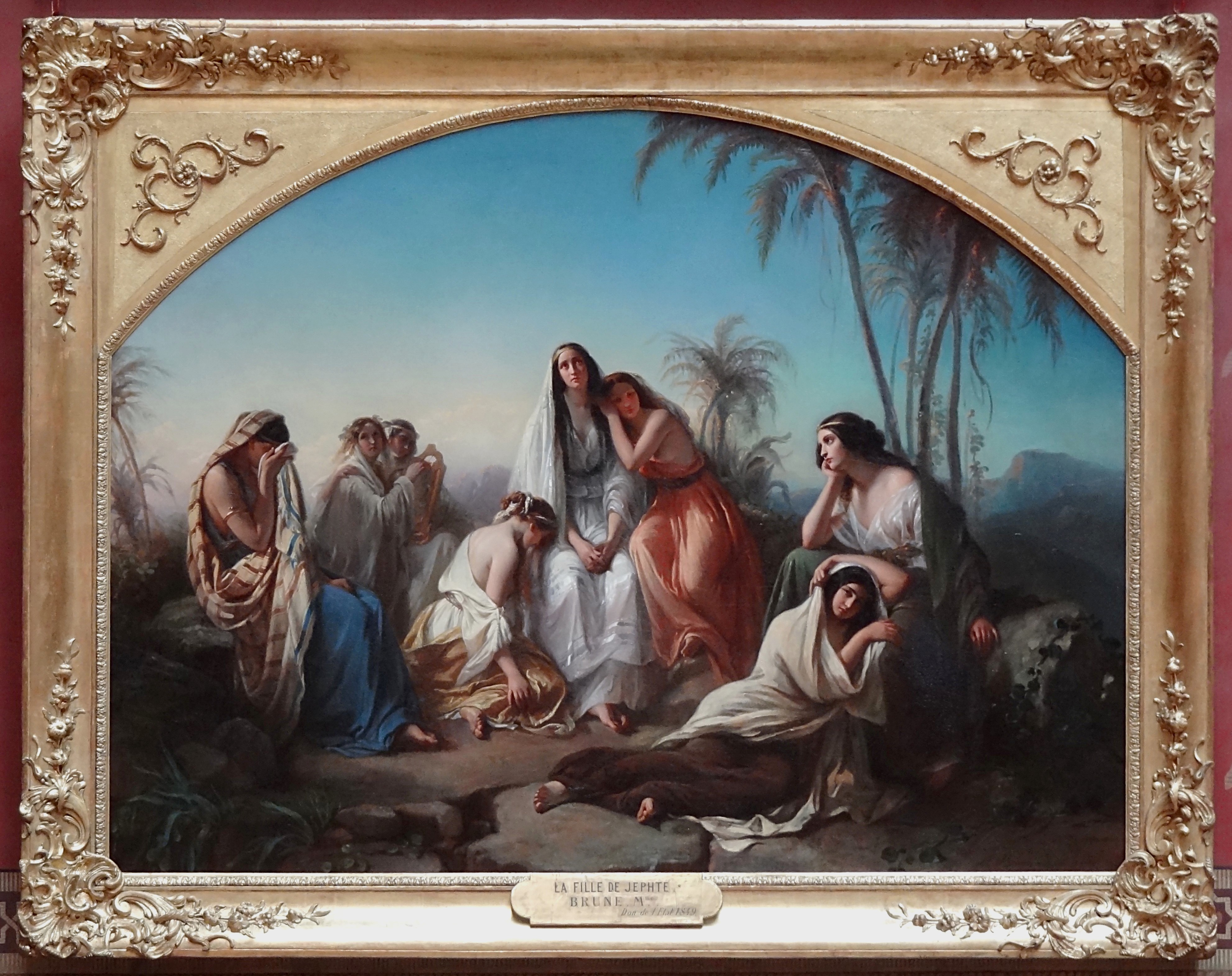
Дочери Иеффая. Музей Пикардии, Амьен.